# Sorbus tuzsoniana
Sorbus tuzsoniana är en rosväxtart som beskrevs av Karpati. Sorbus tuzsoniana ingår i släktet oxlar, och familjen rosväxter. Inga underarter finns listade i Catalogue of Life.